# アルテク (小惑星)
アルテク (1956 Artek) は、小惑星帯にある小惑星。リュドミーラ・チェルヌイフがクリミア天体物理天文台で発見した。
クリミア半島で行われていたピオネールの夏季キャンプ、アルテク (Арте́к) に因んで名付けられた。